# Aeroporto Internacional de Cochabamba

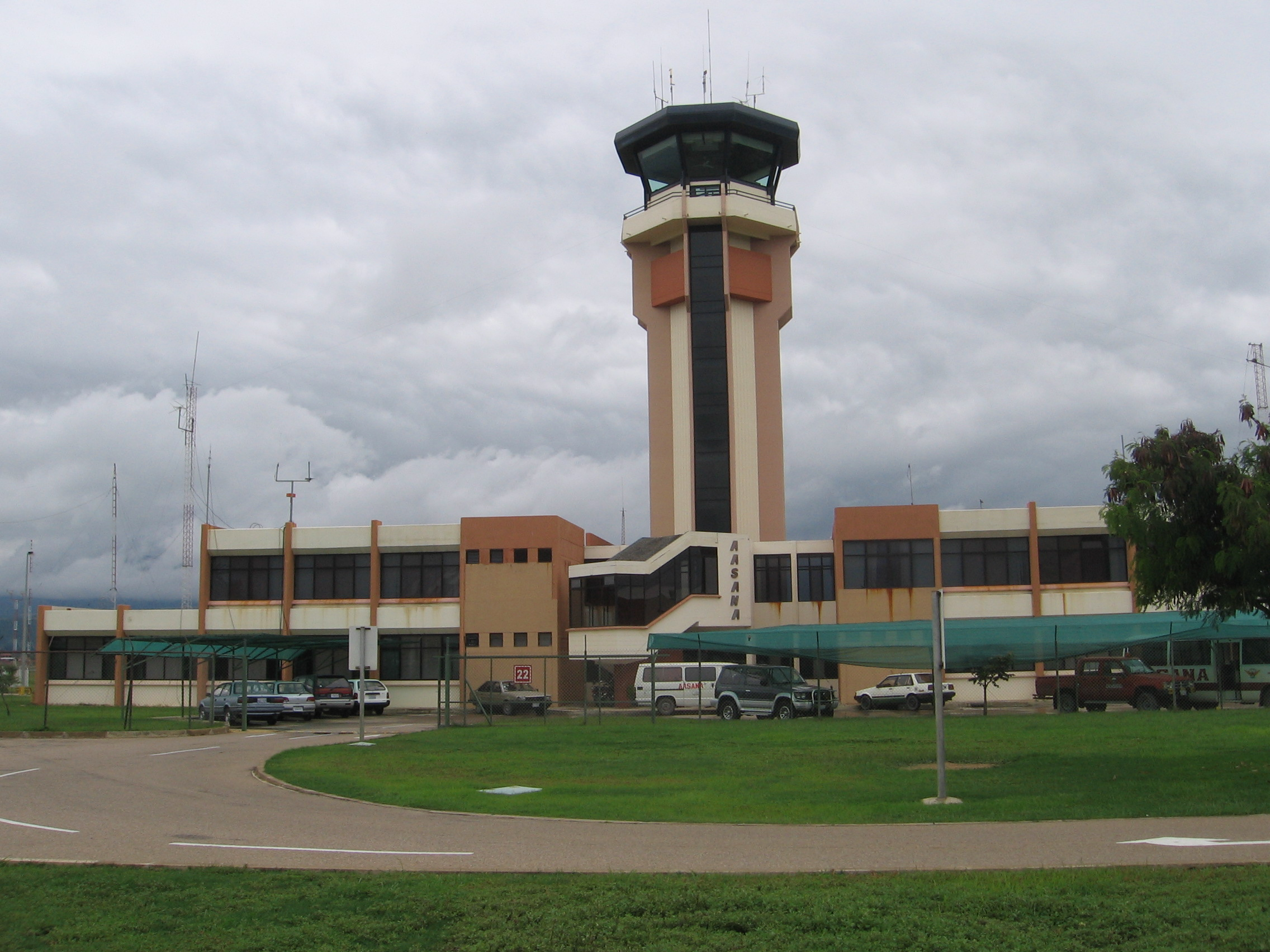
Torre de comando do aeroporto

O Aeroporto Internacional de Cochabamba, cujo nome oficial é Aeroporto Internacional Jorge Wilstermann (em homenagem ao primeiro piloto comercial do país) (código IATA: CBB, código ICAO: SLCB), serve à cidade de Cochabamba, capital do departamento de Cochabamba, na região oeste da Bolívia. Foi, no passado, o principal centro de conexões aéreas da companhia Lloyd Aéreo Boliviano, concentrando os voos internacionais e os distribuindo para as demais cidades bolivianas.

## Companhias Aéreas e Destinos

### Destinos Nacionais
- Boliviana de Aviación
  - La Paz / Aeroporto Internacional de El Alto
  - Santa Cruz de la Sierra / Aeroporto Internacional Viru Viru
  - Tarija / Aeroporto Capitán Oriel Lea Plaza
  - Sucre / Aeroporto Juana Azurduy de Padilla
  - Cobija

- Aerocón
  - La Paz / Aeroporto Internacional de El Alto
  - Santa Cruz de la Sierra / Aeroporto Internacional Viru Viru

- Transporte Aéreo Militar
  - La Paz / Aeroporto Internacional de El Alto
  - Santa Cruz de la Sierra / Aeroporto Internacional Viru Viru
  - Trinidad

### Destinos Internacionais
- Boliviana de Aviación
  - Buenos Aires / Aeroporto Internacional Ministro Pistarini
  - São Paulo / Aeroporto Internacional de Guarulhos
  - Madri / Aeroporto Internacional de Barajas